# Липеев, Евгений Николаевич
Евге́ний Никола́евич Липе́ев (род. 28 февраля 1958 года в Краснодаре) — советский спортсмен, специализировавшийся в современном пятиборье. Вместе с Анатолием Старостиным и Павлом Леднёвым завоевал олимпийское золото в командном зачёте на московской олимпиаде в 1980 году, является чемпионом мира в командном зачёте (Рим, 1982 год). В 1980 году присвоено звание «заслуженный мастер спорта».

## Биография
Евгений Николаевич Липеев родился 28 февраля 1958 года в Краснодаре. Первый тренер — Шкурко Сергей Иванович. Выступал за спортивное общество «Динамо».
Окончил Краснодарский Государственный институт физической культуры.
Майор милиции в отставке. В органах внутренних дел работал с декабря 1988 года по апрель 1993 года, затем с мая 1998 года по сентябрь 2003 года. Служил в Вооруженных Силах СССР с 1981 по 1984 год. С 1984 по 1988 год проходил действительную военную службу в КГБ СССР. В ноябре 1988 года был переведен в распоряжение МВД СССР, где занимал различные должности: от инспектора-методиста по физической и огневой подготовке органов внутренних дел Краснодарского краевого совета ВФСО «Динамо» до заместителя командира по кадровой и воспитательной работе ОМОН при ГУВД Краснодарского края. Работал начальником спортивной сборной команды Краснодарского края по современному пятиборью.

## Олимпийские игры
- На Олимпийских играх 1980 в Москве выиграл золотую медаль в командных соревнованиях и занял 14-е место в личном первенстве.

| Место | Спортсмен            | Возраст | Конкур | Фехтование | Стрельба | Плавание     | Кросс        | Сумма |
| 14    | Евгений Липеев (URS) | 22 года | 1100   | 870        | 824/186  | 1232/3.25,35 | 1150/13.25,2 | 5176  |

## Спортивные достижения
- Чемпион Олимпийских игр 1980 года в г. Москва в командных соревнованиях;
- Чемпион мира 1977 и 1978 годов среди юниоров в команде;
- Чемпион мира 1982 года в командном первенстве;
- Чемпион СССР 1980 года в личном зачете и 1982 года в командном первенстве;
- Обладатель Кубка СССР 1982 года;
- Бронзовый призёр в личном зачёте и серебряный призёр в командном зачёте соревнований «Дружба-84»[4].

## Награды
Награждён медалью «За трудовую доблесть».
29 февраля 2008 года Президент Российской Федерации Владимир Путин поздравил олимпийского чемпиона, заслуженного мастера спорта СССР по современному пятиборью Евгения Липеева с 50-летием. В поздравительной телеграмме Президент России пожелал спортсмену здоровья, новых свершений и всего самого доброго, а также отметил «Вы вписали немало ярких страниц в историю современного пятиборья, в летопись отечественных спортивных достижений. Среди Ваших несомненных успехов — блестящие победы на соревнованиях самого высокого уровня, в том числе и на Олимпийских играх. Отрадно, что по завершении карьеры спортсмена Вы ведёте активную тренерскую работу, передавая молодёжи свой колоссальный профессиональный опыт».